# Jutskär
Jutskär este o arie protejată (arie specială de conservare — SAC, sit de importanță comunitară — SCI) din Suedia întinsă pe o suprafață de 354,6 ha, integral pe uscat.

## Localizare
Centrul sitului Jutskär este situat la coordonatele 57°50′42″N 16°47′55″E / 57.845°N 16.7987°E.

## Înființare
Situl Jutskär a fost declarat sit de importanță comunitară în iulie 2000 pentru a proteja 1 specie de animale. Situl a fost protejat și ca arie specială de conservare în martie 2011.

## Biodiversitate
Situată în ecoregiunile boreală și marină baltică, aria protejată conține 3 habitate naturale: Insulițe și insule mici din Baltica boreală, Lagune de coastă, Recifuri.
La baza desemnării sitului se află o specie protejată de  mamifere: Halichoerus grypus.